# Marie-Roger Biloa
Pour les articles homonymes, voir Biloa et MRB.
Marie-Roger Biloa est une rédactrice en chef, animatrice de télévision et journaliste camerounaise.

## Biographie

### Enfance, formation et débuts
Marie-Roger Biloa naît à Yaoundé au Cameroun. Elle est une rédactrice en chef, animatrice de télévision, journaliste et réalisatrice camerounaise. Elle est la fille de Germain Tsala Mekongo premier secrétaire d’État à la fonction publique du Cameroun en 1957.
Elle fait ses études secondaires au collège de la Retraite à Yaoundé et ses études supérieures option  journalisme en Côte d'Ivoire, en Autriche et en France.
Diplômée d’études germaniques à l’Université Paris 4, elle travaille pour Jeune Afrique avant de devenir rédactrice en chef de Ici les gens du Cameroun, puis de prendre la direction d’Africa International en 1991.

### Carrière
Elle a animé l’AITS (Association Internationale Thomas Sankara), de façon brève, avec Sennen Adrimirando et David Gakunzi.
Elle crée plus tard son entreprise de presse Africa International media group.
En 2022, elle signe la dédicace de son guide touristique sur la ville de Yaoundé, capitale du Cameroun intitulé Yaoundé: un guide vivant et bilingue/A Lively & Bilingual City Guide. Yannick Noah y prend part.

## Œuvres

### Cinématographie
1988: Capitaine Thomas Sankara. Requiem pour un président assassiné 

### Littérature
2022: Yaoundé: un guide vivant et bilingue/A Lively & Bilingual City Guide

## Distinctions
- Chevalière de l'ordre des Arts et des Lettres (2015)